# Horwathia
Horwathia is een geslacht van wantsen uit de familie van de Miridae (Blindwantsen). Het geslacht werd voor het eerst wetenschappelijk beschreven door Odo Reuter in 1881.

## Soorten
Het genus bevat de volgende soorten:

- Horwathia hieroglyphica (Mulsant & Rey, 1852)
- Horwathia lineolata (A. Costa, 1862)